# Кивиахо, Эско
Эско Вели Кивиахо (фин. Esko Veli Kiviaho; 19 ноября 1931, Сортавала — 15 июля 2017) — финский хоккеист на траве и с шайбой, футболист, вратарь. Участник летних Олимпийских игр 1952 года.

## Биография
Эско Кивиахо родился 19 ноября 1931 года в финском городе Сортавала (сейчас российский город в Карелии).
Выступал за ХПК из Хямеэнлинны. Трижды становился чемпионом Финляндии по хоккею на траве (1951—1952, 1954). 
В хоккее с шайбой завоевал серебро чемпионата страны в 1952 году, бронзу в 1954 году. Играл по меньшей мере до второй половины 1960-х годов. Выступал за молодёжную сборную Финляндии по хоккею с шайбой.
Участвовал в чемпионате Финляндии по футболу 1947—1948 годов.
В 1952 году вошёл в состав сборной Финляндии по хоккею на траве на летних Олимпийских играх в Хельсинки, поделившей 9-12-е места. В матчах не участвовал.
Умер 15 июля 2017 года.